# Tom Wolf
Thomas Westerman "Tom" Wolf, född 17 november 1948 i Mount Wolf i York County, Pennsylvania, är en amerikansk demokratisk politiker. Han var Pennsylvanias guvernör från 2015 till 2023. 
Fram till år 2013 var han verkställande direktör för familjeföretaget The Wolf Organization, Inc. Wolf besegrade sittande guvernören Tom Corbett (republikan) i guvernörsvalet i Pennsylvania 2014.